# Honey Nway Oo
Honey Nway Oo (tiếng Miến Điện: ဟန်နီနွေဦး; sinh ngày 19 tháng 3 năm 1999) là một cựu diễn viên người Miến và hiện là sĩ quan trong Lực lượng Vũ trang Sinh viên (SAF). Ban đầu cô hoạt động trong lĩnh vực diễn xuất và công khai phản đối Tatmadaw sau các cuộc đảo chính Myanmar vào năm 2021. Ngay sau đó, cô đã rời bỏ sự nghiệp diễn xuất để gia nhập SAF; lệnh bắt giữ cô cũng đã được ban hành. Honey được xem là một trong những nhà cách mạng nổi bật nhất ở Myanmar và được ví von là "cô gái của nhân dân" trong các phong trào chống đảo chính.

## Xuất thân và giáo dục
Honey Nway Oo sinh ngày 19 tháng 3 năm 1999 tại Yangon. Sau đó, cô đã hoàn thành chương trình giáo dục tiểu học và trung học tại đây. Vào năm 2020, cô đã tốt nghiệp chương trình cử nhân tiếng Đức tại Đại học Ngoại ngữ Yangon. Khi còn là sinh viên năm nhất cô đã được bình chọn là "nữ hoàng sắc đẹp". Đến năm 2018, cô đã thành lập đội bóng đá YUFL và là đội trưởng của đội.

## Tiểu sử

### Hoạt động diễn xuất
Trong khi học tiếng Đức tại Đại học Ngoại ngữ Yangon, Honey bắt đầu làm người mẫu cho các tạp chí địa phương và trong các video âm nhạc vào năm 2019. Cô xuất hiện trong hơn 20 quảng cáo truyền hình và là đại sứ thương hiệu cho Oppo. Cô đã xuất hiện lần đầu với vai chính trong bộ phim Yangon In Love vào năm 2020. Đồng thời, cô cũng tham gia tổ chức phi lợi nhuận Care Teen, tổ chức cung cấp đồ dùng học tập, dịch vụ y tế và giáo dục cho trẻ em kém may mắn.

### Hoạt động cách mạng
Sau cuộc đảo chính ở Myanmar năm 2021, Honey đã tổ chức các cuộc biểu tình chống đảo chính và bỏ trốn vào rừng. Cô cùng với một số người nổi tiếng khác đã bị buộc tội kêu gọi tham gia Phong trào Bất tuân Dân sự, gây tổn hại đến khả năng cai trị của nhà nước, ủng hộ Ủy ban Đại diện Pyidaungsu Hluttaw; đồng thời, bị xem là kẻ kích động nhân dân gây ảnh hưởng đến hòa bình và dân sự quốc gia. Vào ngày 3 tháng 7 năm 2021, các lực lượng quân sự đã đến nhà gia đình của cô tại thị trấn Lanmadaw và dán thông báo căn nhà đã bị chính quyền tịch thu. Honey sau đó đã tham gia vào một tổ chức kháng chiến có tên Lực lượng Vũ trang Sinh viên và là sĩ quan cấp cao của lực lượng. Trong buổi lễ tốt nghiệp huấn luyện quân sự, cô đã được trao giải thiện xạ của SAF.